# Stazione di Monasterace-Stilo

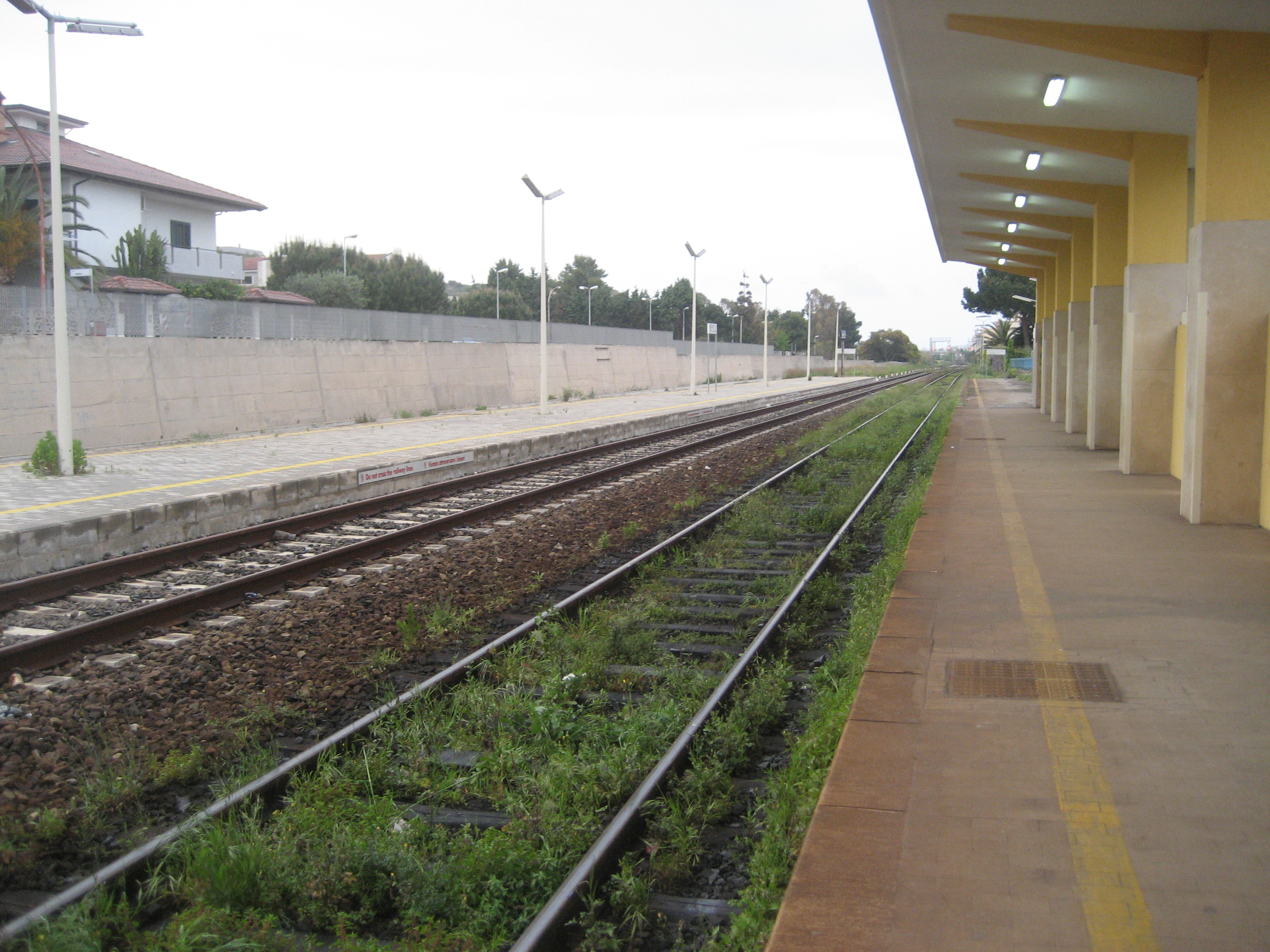
Stazione ferroviaria di Monasterace Marina

La stazione di Monasterace-Stilo è una stazione ferroviaria sulla ferrovia Jonica, situata nella frazione di Monasterace Marina. Si compone di due binari con pensilina.

## Movimento

### Trasporto nazionale
La stazione è servita da treni InterCity che collegano lo scalo con Reggio Calabria, Taranto, Bari e Lecce.
I treni InterCity vengono effettuati con elettrotreni HTR.412.

### Trasporto regionale
La stazione è servita da treni regionali che collegano Monasterace-Stilo con: 
- Catanzaro Lido
- Reggio Calabria Centrale
- Lamezia Terme Centrale (via Catanzaro Lido)
- Locri

I treni del trasporto regionale vengono effettuati con ALn 663, ALn 668 in singolo e doppio elemento, dal 2015 in graduale dismissione in favore dei treni ATR.220 Swing e, dal 2023, dei nuovi ibridi Hitachi Blues.

## Servizi
- Bar